# وزارة الثقافة (الأردن)
وزارة الثقافة تم إنشاء وزارة الثقافة والشباب بمقتضى المادة 20 من الدستور، وقد صدر نظامها سنة 1977 وتشكلت من الدوائر التالية: دائرة الثقافة والفنون، ومديرية المكتبات والوثائق الوطنية، ومؤسسة رعاية الشباب.
قبل ذلك تم إنشاء دائرة الثقافة والفنون العام 1966 لتكون إطاراً راعياً للنشاط الثقافي في المملكة، بالإضافة إلى ملء الفراغ على صعيد الخدمات الثقافية، فحيث جاء إنشاء الدائرة من أجل الاهتمام بكل ما يتعلق بالشؤون الثقافية والفنية في المملكة، والتعاون مع الكتاب والمثقفين والفنانين ودعم نشاطاتهم. وقد ارتبطت هذه الدائرة بوزارة الثقافة والإعلام والسياحة والآثار التي أنشئت في مطلع العام 1964. قم أنشئت أول وزارة الثقافة والتراث القومي عام 1988 بنظام خاص هو نظام وزارة الثقافة والتراث القومي رقم 5 لسنة 1988، ثم نظام وزارة الثقافة رقم 5 لسنة 1990، ثم تلاه نظام التنظيم الوزاري لوزارة الثقافة رقم 15 لعام 2003.

## وزراء الثقافة
وزير الثقافة في الأردن هو المسؤول الأول عن تنظيم المظاهر الثقافية والفنون ونشاطات وزارة الثقافة الأردنية مع الأمين العام إلى جانب الإشراف مع طاقم الوزارة على الأحداث الثقافية والمهرجانات والمشاركة في الأحداث الثقافية العربية والدولية.
- صلاح أبو زيد.
- محمد أديب العامري.
- عبد المنعم الرفاعي.
- عدنان أبو عودة.
- معن أبو نوار.
- مروان دودين.
- فواز شرف.
- طاهر حكمت.
- عبد الله عويدات.
- محمد الخطيب.
- محمد الحموري.
- نصوح المجالي.
- خالد الكركي.
- محمود السمرة.
- أمين محمود.
- جمعة حماد.
- سمير الحباشنة.
- أحمد القضاة.
- قاسم أبو عين.
- طلال سطعان الحسن.
- ناصر اللوزي.
- فيصل الرفوع.
- صالح القلاب.
- محمود الكايد.
- محمد الذنيبات.
- حيدر محمود.
- أسمى خضر.
- عادل الطويسي.
- نانسي باكير.
- صبري اربيحات.
- نبيه شقم.
- طارق مصاروه.
- جريس سماوي.
- صلاح جرار.
- سميح المعايطة
- بركات عوجان.
- لانا مامكغ.
- عادل الطويسي
- نبيه شقم
- بسمة النسور
- محمد أبو رمان
- باسم الطويسي

| الصورة             | الاسم (مواليد–وفاة)  | فترة شغل المنصب     | فترة شغل المنصب     | فترة شغل المنصب   | الحكومة          | ملاحظات      |
| الصورة             | الاسم (مواليد–وفاة)  | تولى المنصب         | غادر المنصب         | المدة             | الحكومة          | ملاحظات      |
| وزير الثقافة       | وزير الثقافة         | وزير الثقافة        | وزير الثقافة        | وزير الثقافة      | وزير الثقافة     | وزير الثقافة |
| ------------------ | -------------------- | ------------------- | ------------------- | ----------------- | ---------------- | ------------ |
|                    | الاسم (0000–0000)    | 01 شهر 0000         | 01 شهر 0000         | 1 سنة و31 أيام    | الحكومة          |              |
|                    | الاسم (0000–0000)    | 01 شهر 0000         | 01 شهر 0000         | 1 سنة و31 أيام    | الحكومة          |              |
|                    | الاسم (0000–0000)    | 01 شهر 0000         | 01 شهر 0000         | 1 سنة و31 أيام    | الحكومة          |              |
|                    | الاسم (0000–0000)    | 01 شهر 0000         | 01 شهر 0000         | 1 سنة و31 أيام    | الحكومة          |              |
|                    | الاسم (0000–0000)    | 01 شهر 0000         | 01 شهر 0000         | 1 سنة و31 أيام    | الحكومة          |              |
|                    | باسم الطويسي (1967–) | 7 تشرين الثاني 2019 | 7 آذار 2021         | 1 سنة و120 أيام   | حكومة عمر الرزاز |              |
| حكومة بشر الخصاونة | باسم الطويسي (1967–) | 7 تشرين الثاني 2019 | 7 آذار 2021         | 1 سنة و120 أيام   |                  |              |
|                    | علي العايد (1963–)   | 7 آذار 2021         | 11 تشرين الأول 2021 | 218 أيام          |                  |              |
|                    | هيفاء النجار (1959–) | 11 تشرين الأول 2021 | في المنصب           | 3 سنوات و163 أيام |                  |              |

## وصلات خارجية
- موقع وزارة الثقافة الأردنية